# Нью-Гейвен (округ)
Шаблон:StateAbbr_ 41°21′ пн. ш. 72°54′ зх. д. / 41.35° пн. ш. 72.9° зх. д.
Нью-Ге́йвен (англ. New Haven County) — округ (графство) у штаті Коннектикут, США. Ідентифікатор округу 09009.

## Населені пункти
В склад округу входять 7 міст (сіті) та 20 містечок (таун).
Міста
| Місто       | Населення, осіб | Рік  |
| ----------- | --------------- | ---- |
| Ансоніа     | 18744           | 2005 |
| Вест-Гейвен | 52721           | 2006 |
| Вотербері   | 110366          | 2010 |
| Дербі       | 12536           | 2005 |
| Меріден     | 59653           | 2005 |
| Мілфорд     | 52759           | 2010 |
| Нью-Гейвен  | 129779          | 2010 |

Містечка
| Містечко      | Населення, осіб | Рік  |
| ------------- | --------------- | ---- |
| Бетані        | 5473            | 2005 |
| Бікон-Фоллс   | 5596            | 2005 |
| Бренфорд      | 29089           | 2005 |
| Воллінгфорд   | 44736           | 2005 |
| Волкотт       | 16228           | 2005 |
| Вудбрідж      | 9264            | 2005 |
| Гамден        | 58180           | 2005 |
| Гілфорд       | 22307           | 2005 |
| Іст-Гейвен    | 28755           | 2005 |
| Медісон       | 18812           | 2005 |
| Міддлбері     | 6974            | 2005 |
| Ногатук       | 31862           | 2005 |
| Норт-Бренфорд | 14398           | 2005 |
| Норт-Гейвен   | 23908           | 2005 |
| Оксфорд       | 12272           | 2010 |
| Оранж         | 13813           | 2007 |
| Проспект      | 9234            | 2005 |
| Саутбері      | 19677           | 2005 |
| Сеймур        | 16144           | 2005 |
| Чешир         | 29097           | 2005 |

## Демографія
За даними перепису 
2000 року 
загальне населення округу становило 824008 осіб, зокрема міського населення було 789277, а сільського — 34731.
Серед мешканців округу чоловіків було 395931, а жінок — 428077. В окрузі було 319040 домогосподарств, 210687 родин, які мешкали в 340732 будинках.
Середній розмір родини становив 3,08.
Віковий розподіл населення поданий у таблиці:
| Стать    | До 15 років | 15-21 | 22-29 | 30-39 | 40-49 | 50-65 | 65-85 | Понад 85 |
| -------- | ----------- | ----- | ----- | ----- | ----- | ----- | ----- | -------- |
| Чоловіки | 86531       | 38521 | 39372 | 62720 | 61644 | 59802 | 42566 | 4775     |
| Жінки    | 82786       | 36874 | 40658 | 65215 | 64789 | 65804 | 59798 | 12153    |

## Суміжні округи
- Гартфорд — північ
- Міддлсекс — схід
- Ферфілд — захід
- Лічфілд — північний захід

## Виноски
1. ↑  U.S. Decennial Census. United States Census Bureau. Архів оригіналу за 26 квітня 2015. Процитовано 11 червня 2014.
2. ↑  Historical Census Browser. University of Virginia Library. Архів оригіналу за 11 серпня 2012. Процитовано 11 червня 2014.
3. ↑  Population of Counties by Decennial Census: 1900 to 1990. United States Census Bureau. Процитовано 11 червня 2014.
4. ↑  Census 2000 PHC-T-4. Ranking Tables for Counties: 1990 and 2000 (PDF). United States Census Bureau. Процитовано 11 червня 2014.
5. ↑  State & County QuickFacts. United States Census Bureau. Архів оригіналу за 7 червня 2011. Процитовано 11 червня 2014.(англ.) Наведено за англійською вікіпедією.
6. ↑  American FactFinder. Бюро перепису населення США. Архів оригіналу за 26 лютого 2012. Процитовано 31 січня 2008.

| Прапор США | Це незавершена стаття про Сполучені Штати Америки. Ви можете допомогти проєкту, виправивши або дописавши її. |